# آنا غارسيا كارياس
آنا روزاليندا غارسيا كارياس (ولدت في 21 سبتمبر 1968م) محامية هندوراسية والسيدة الأولى الحالية للأمة.

## سيرتها الشخصية

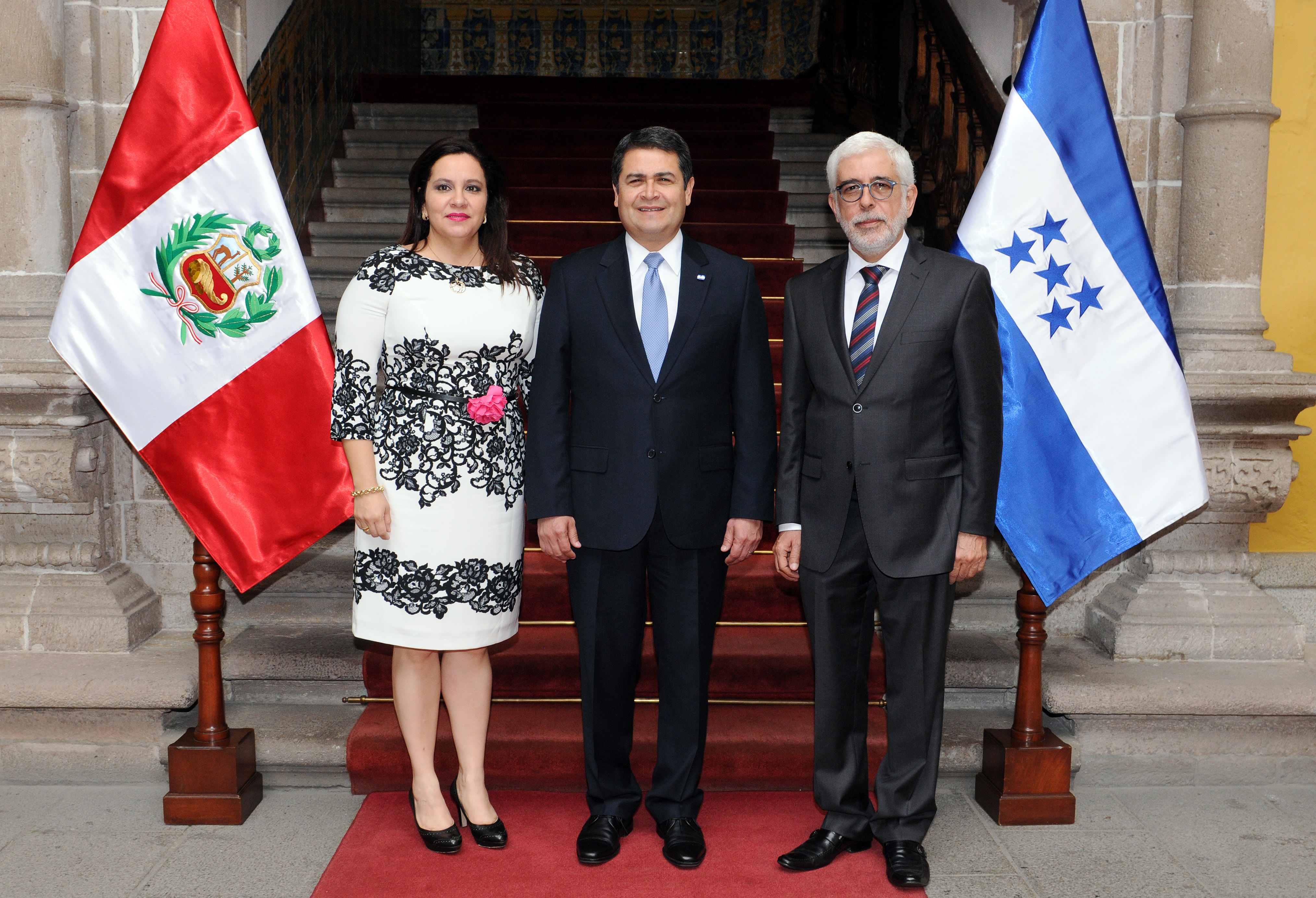
آنا روزاليندا غارسيا كارياس (شمال)

ولدت آنا غارسيا كارياس في 21 سبتمبر 1968م في تيغوسيغالبا. و هي الابنة الثانية لزواج من الطبقة المتوسطة العليا بين خوسيه غييرمو غارسيا و كارلوتا كارياس. إخوتها هم جوليا ولوتي وغيليرمو. ففي خلال طفولتها عاشت في جوتيكالبا، أولانشو - مسقط رأس والدها - ثم عادت إلى تيغوسيغالبا.
و عند بلوغها 16عامً تخرجت من معهد القلب المقدس في تيغوسيغالبا. ثم درست في الجامعة الوطنية المستقلة في هندوراس وتخرجت في عام 1991م بشهادة في العلوم القانونية والاجتماعية مع التركيز على القانون التجاري. ثم أكملت درجة الدراسات العليا في الإدارة العامة من جامعة ألباني عام 1995م. و في عام 2002م مثلت أمام 15 قاضيًا لإجراء امتحانها كمحامية وكاتبة عدل وتمت الموافقة عليها بالإجماع.
ففي 3 فبراير 1990م، تزوجت من خوان أورلاندو هيرنانديز. حيث أنجبا ثلاثة أطفال: خوان أورلاندو وآنا دانييلا وإيزابيلا. فلدى هيرنانديز ابنة واحدة وهي إيفون، من علاقة سابقة.
غارسيا كارياس هي سليلة من الأم للدكتور والجنرال تيبورسيو كاريياس أندينو، الذي كان الرئيس الدستوري لهندوراس للحزب الوطني من عام 1932م إلى عام 1936م، ثم استمر في السلطة من خلال نظام ديكتاتوري من عام 1936م إلى عام 1949م بدعم من الولايات المتحدة.

## حياتها السياسية
أصبحت آنا غارسيا كارياس السيدة الأولى لهندوراس في 27 يناير 2014، بعد فوز زوجها خوان أورلاندو هيرنانديز في الانتخابات الرئاسية في 24 نوفمبر 2013م. حيث هزم زيومارا كاسترو من حزب الحرية وإعادة التأسيس (الذي عارض النتائج) و موريسيو فيليدا من حزب الحزب الليبرالي وسلفادور نصرالله من حزب مكافحة الفساد.